# فومیچوو (باشقیرستان)
فومیچوو (انگلیسی: Fomichevo, Republic of Bashkortostan) یک شهرک در شهرستان اوفیمسکی استان باشقیرستان کشور روسیه است.